# Піроліз вуглеводневої сировини
Піроліз вуглеводневої сировини — хімічна реакція, під час якої органічні сполуки вуглеводневої сировини розпадаються.
У вузькому сенсі, піроліз — розкладання органічних природних сполук (деревини, нафтопродуктів тощо) за нестачі кисню. 
Основне призначення процесу піролізу вуглеводневої сировини — одержання нижчих алкенів. Процес ведуть при 700—1000оС під тиском, близьким до атмосферного.
У промислових умовах для виробництва етилену і пропілену проводять піроліз нафтових фракцій. Найбільш високий вихід етилену досягається при піролізі легких бензинів парафінової групи з великим вмістом вуглеводнів нормальної будови. Поряд з етиленом і алкенами С3 – С4 утворюється значна кількість рідких продуктів, які містять алкени, циклоалкени, алкадієни С5 і вище, а також арени С6-С8 та ін. компоненти. Вихід продуктів при піролізі різних бензинів становить (% мас.): етилен 22-32; пропілен 10-17; фракція С4 – 5-12, арени 6-13.
У зв'язку з ростом цін на прямогінні бензини і недостатні ресурси в ряді країн, як сировину для піролізу застосовують гасо-газойлеві фракції з температурою перегонки 170—380оС. При піролізі газойлів вихід етилену становить 16-23, пропілену — 15, рідких продуктів — 50 % (мас.).
Спостерігається стійка тенденція залучення в процес піролізу все більш важкої сировини, що зумовлено недостатньою кількістю низькокиплячих фракцій нафти і підвищенням попиту на більш важкі продукти піролізу (пропілен, бутилен, бутадієн, арени). Однак перехід на більш важку сировину пов'язаний з істотною реконструкцією установок піролізу через підвищення коксоутворення. Вибір сировини зумовлює вартість продукту, тому що на нього припадає понад 70% собівартості етилену.